# Nigel Adkins
Nigel Howard Adkins (Birkenhead, 11 maart 1965) is een Engels voetbaltrainer en voormalig voetballer. In 2015 werd hij aangesteld als trainer van Sheffield United.

## Spelerscarrière
Adkins speelde in de jeugdopleiding van Liverpool FC, maar brak door bij Tranmere Rovers, waarvoor hij 86 competitieduels speelde. De doelman verkaste later naar Wigan Athletic, waarvoor hij zelfs 155 wedstrijden keepte. Door blessureleed moest hij echter al redelijk vroeg stoppen met keepen op hoog niveau en hij ging in de Welsh Premier League spelen bij Bangor City, waar hij tevens trainer werd. Op 31-jarige leeftijd stopte hij definitief.

## Trainerscarrière
Bij Bangor City was Adkins al coach, naast zijn spelersloopbaan en de landstitel werd binnengehaald in 1994 en 1995. Hij vertrok in 1996 en werd na verloop van tijd fysiotherapeut bij Scunthorpe United. In november 2006 werd hij aangesteld als interim-manager van het eerste elftal en op 7 december werd dit omgezet in een vaste verbintenis. Op 12 september 2010 tekende hij voor drie jaar bij Southampton FC. Adkins promoveerde met The Saints naar de Premier League, maar op 18 januari 2013 werd hij ontslagen en vervangen door Mauricio Pochettino. Op dat moment bezette de club een vijftiende plaats op de ranglijst. Twee maanden later, op 26 maart, had Adkins alweer een baan; Reading FC stelde de Engelsman aan als nieuwe manager. Hij kon een degradatie naar de Championship niet voorkomen.